# Червеносин лори
Червеносин лори (Eos histrio) е вид птица от семейство Папагалови (Psittaculidae). Видът е застрашен от изчезване.

## Разпространение и местообитание
Разпространен е в Индонезия.